# Triphenylphosphat
Triphenylphosphat (TPP oder TPHP) mit der Konstitutionsformel (C6H5)3PO4 ist eine chemische Verbindung, die im reinen Zustand aus farblosen bis weißen, geruchlosen Plättchen besteht. Es wird hauptsächlich als Weichmacher und Flammschutzmittel verwendet. Triphenylphosphat ist ein Fischgift, es hemmt das Enzym Acetylcholinesterase. Es wird aus Phosphoroxychlorid und Phenol hergestellt.

## Eigenschaften
TPP hydrolysiert in alkalischer Lösung zu Diphenylphosphat und Phenol. Die thermische Zersetzung beginnt bei 600 °C, ist aber bei 1000 °C noch nicht vollständig. Spuren von TPP in der Umwelt stammen von Hydrauliköl-Lecks und der Verbrennung von Kunststoffen und können überall nachgewiesen werden.

## Verwendung
Hauptsächlich dient TPP als Flammschutzmittel in elektrischen und Automobil-Bauteilen. Daneben wird es als Weichmacher für Celluloseacetat-Kunststoffe (Zelluloid) verwendet, wobei ein gewollter Nebeneffekt die dadurch erreichte schwerere Entflammbarkeit ist. Außerdem ist TPP Bestandteil von Hydraulikölen und von Schmiermitteln.

## Risikobewertung
Triphenylphosphat wurde 2012 von der EU gemäß der Verordnung (EG) Nr. 1907/2006 (REACH) im Rahmen der Stoffbewertung in den fortlaufenden Aktionsplan der Gemeinschaft (CoRAP) aufgenommen. Hierbei werden die Auswirkungen des Stoffs auf die menschliche Gesundheit bzw. die Umwelt neu bewertet und ggf. Folgemaßnahmen eingeleitet. Ursächlich für die Aufnahme von Triphenylphosphat waren die Besorgnisse bezüglich Verbraucherverwendung, hoher (aggregierter) Tonnage und weit verbreiteter Verwendung sowie als potentieller endokriner Disruptor. Die Neubewertung fand ab 2017 statt und wurde von Frankreich durchgeführt. Anschließend wurde ein Abschlussbericht veröffentlicht. 2024 wurde der Stoff in die SVHC-Liste aufgenommen.

## Externe Links zu erwähnten Verbindungen
1. ↑  Externe Identifikatoren von bzw. Datenbank-Links zu Diphenylphosphat:  CAS-Nr.: 838-85-7, EG-Nr.: 212-657-2, ECHA-InfoCard: 100.011.507, GESTIS: 18570, PubChem: 13282, Wikidata: Q63391915.